# Ettore Ferrari
Ettore Ferrari (Roma, 25 de março de 1848 – Roma, 19 de agosto de 1929) foi um escultor, professor e político italiano.
Nascido em uma família de artistas (seu pai era pintor), Ferrari foi um dos membros do renascimento artístico do estado secular, surgido depois da Reunificação da Itália. Foi por vários anos professor na Academia de São Lucas, deputado no Parlamento da Itália e grão-mestre na Grande Oriente Italiana, a principal loja maçônica da Itália.
Em 1887, criou a estátua de Ovídio para a cidade de Constança (a cidade antiga de Tômis, onde o poeta latino esteve exilado). esta estátua foi posteriormente duplicada e em 1925 foi instalada em Sulmona, cidade natal de Ovídio. Outra obra importante de Ferrari é a estátua de bronze de Giuseppe Garibaldi, de 1892, instalada em Pisa, na praça de mesmo nome.
Ferrari também esculpiu a estátua de Giordano Bruno da praça Campo de Fiori, em Roma.

## Obras de Ettore Ferrari

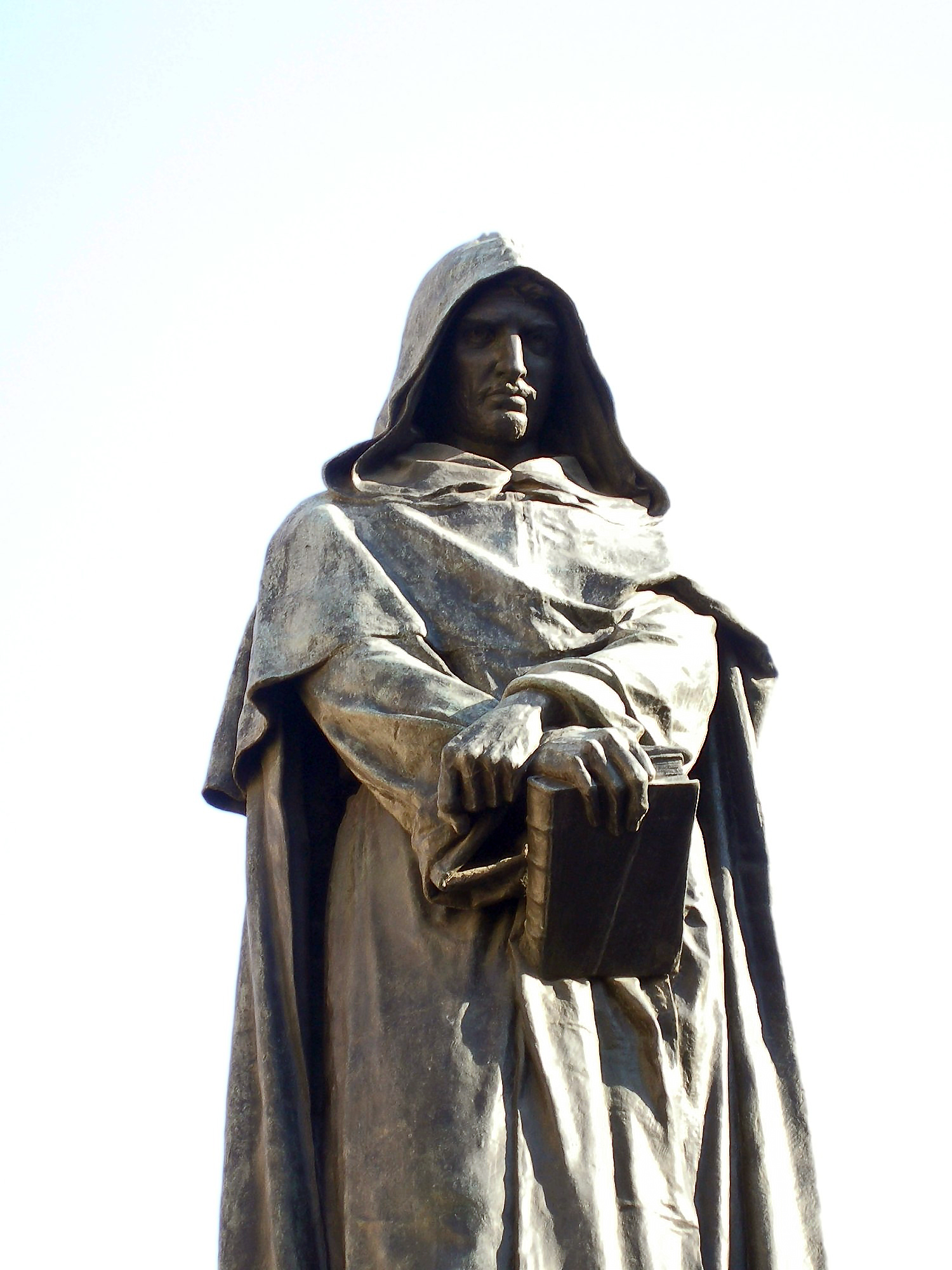
Giordano Bruno no Campo de Fiori (Roma, 1889).
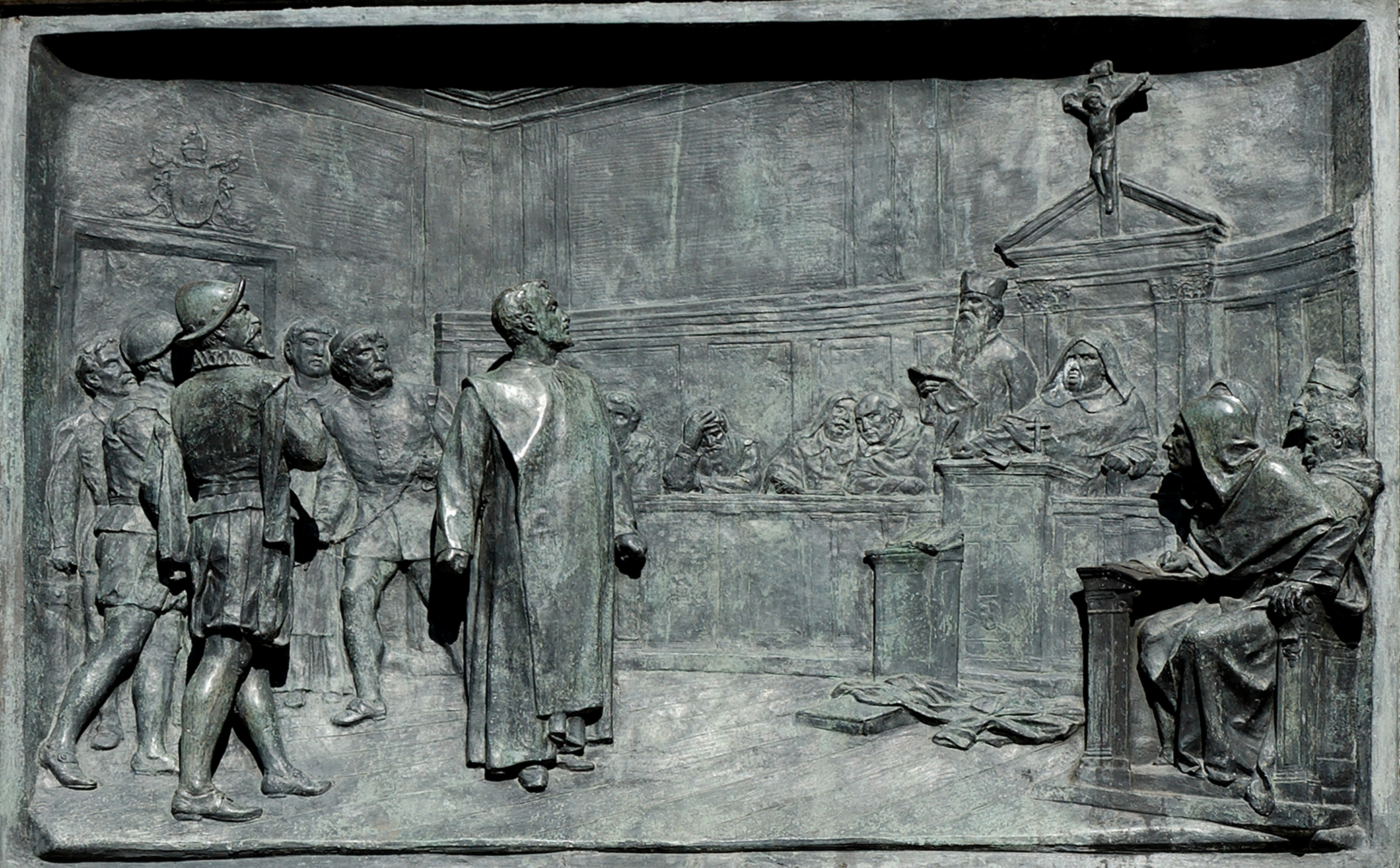
Baixo-relevo representando Giordano Bruno defronte a Inquisição.
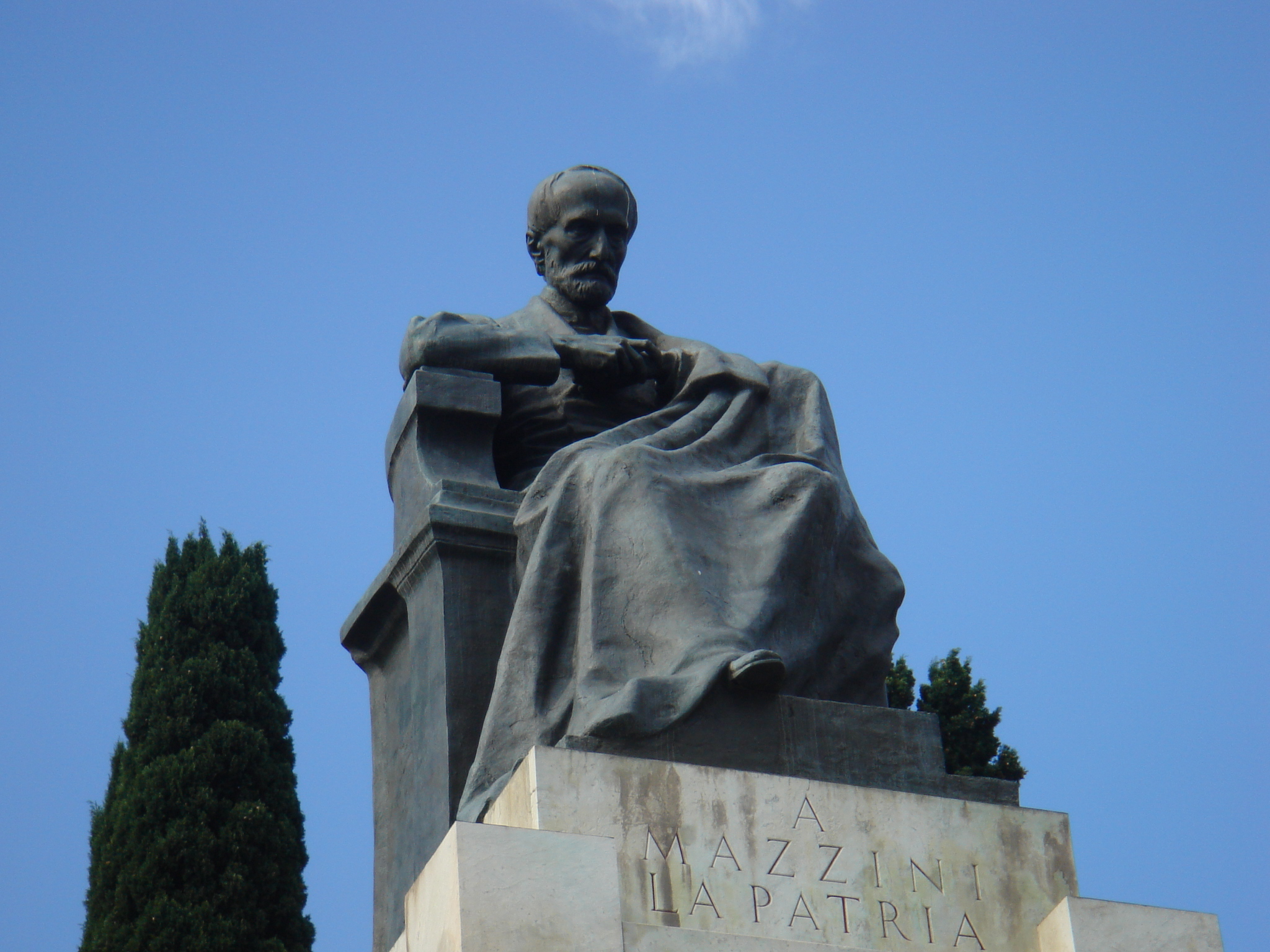
Mazzini no Aventino (Roma, 1909).
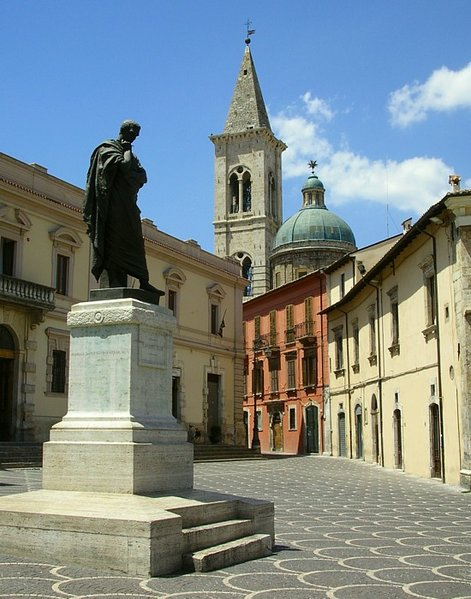
Estátua de Ovídio em Sulmona.
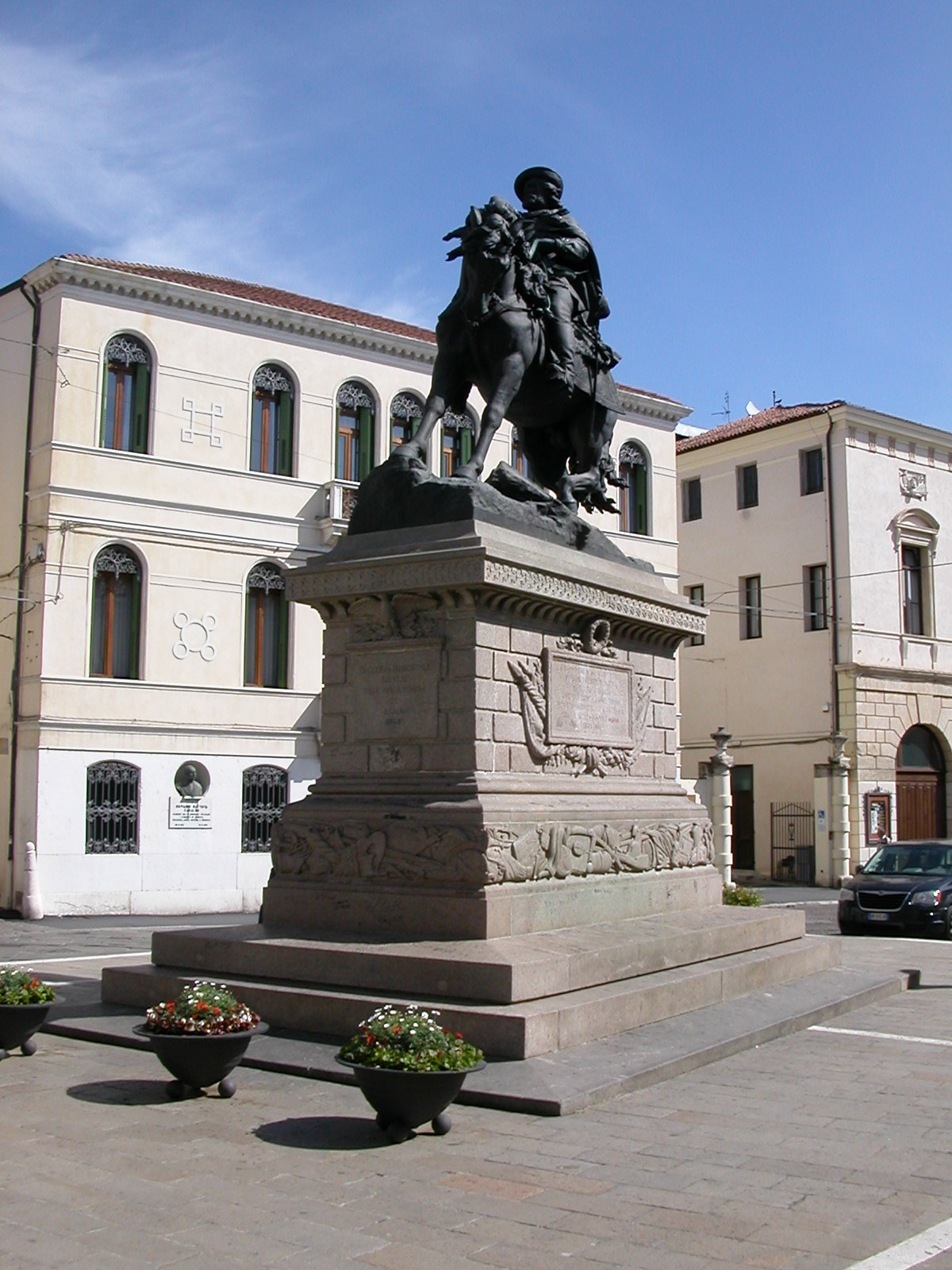
Monumento equestre a Giuseppe Garibaldi, Rovigo.
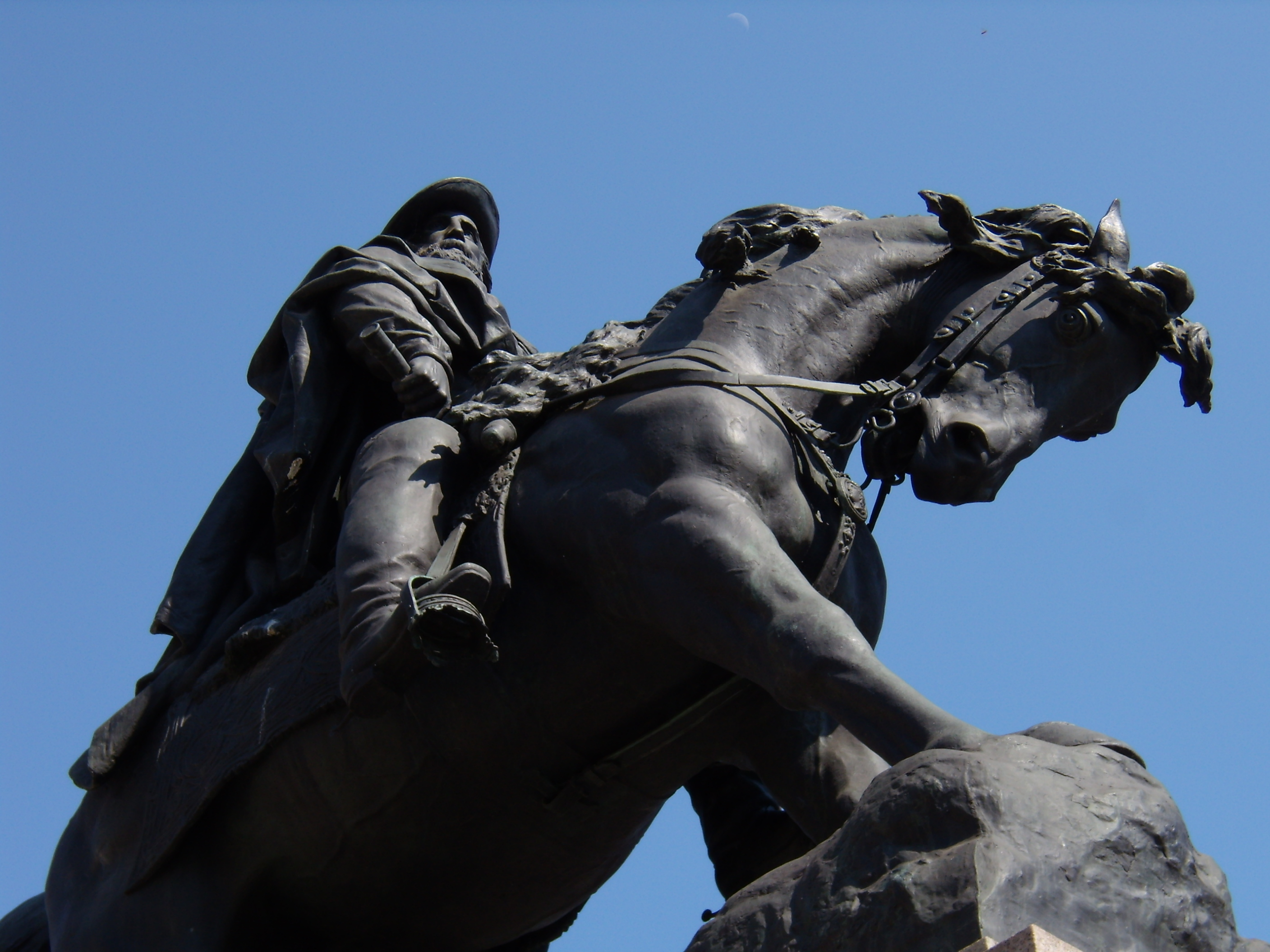
Detalhe do monumento equestre a Giuseppe Garibaldi em Rovigo.
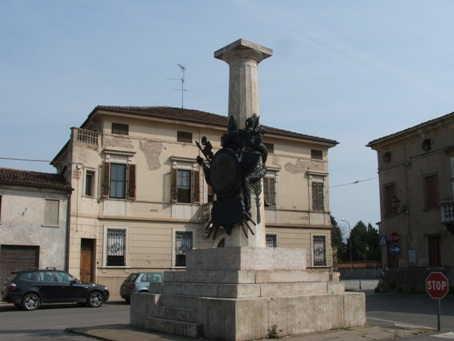
Monumento a Alberto Mario, 1897, Lendinara (Rovigo)
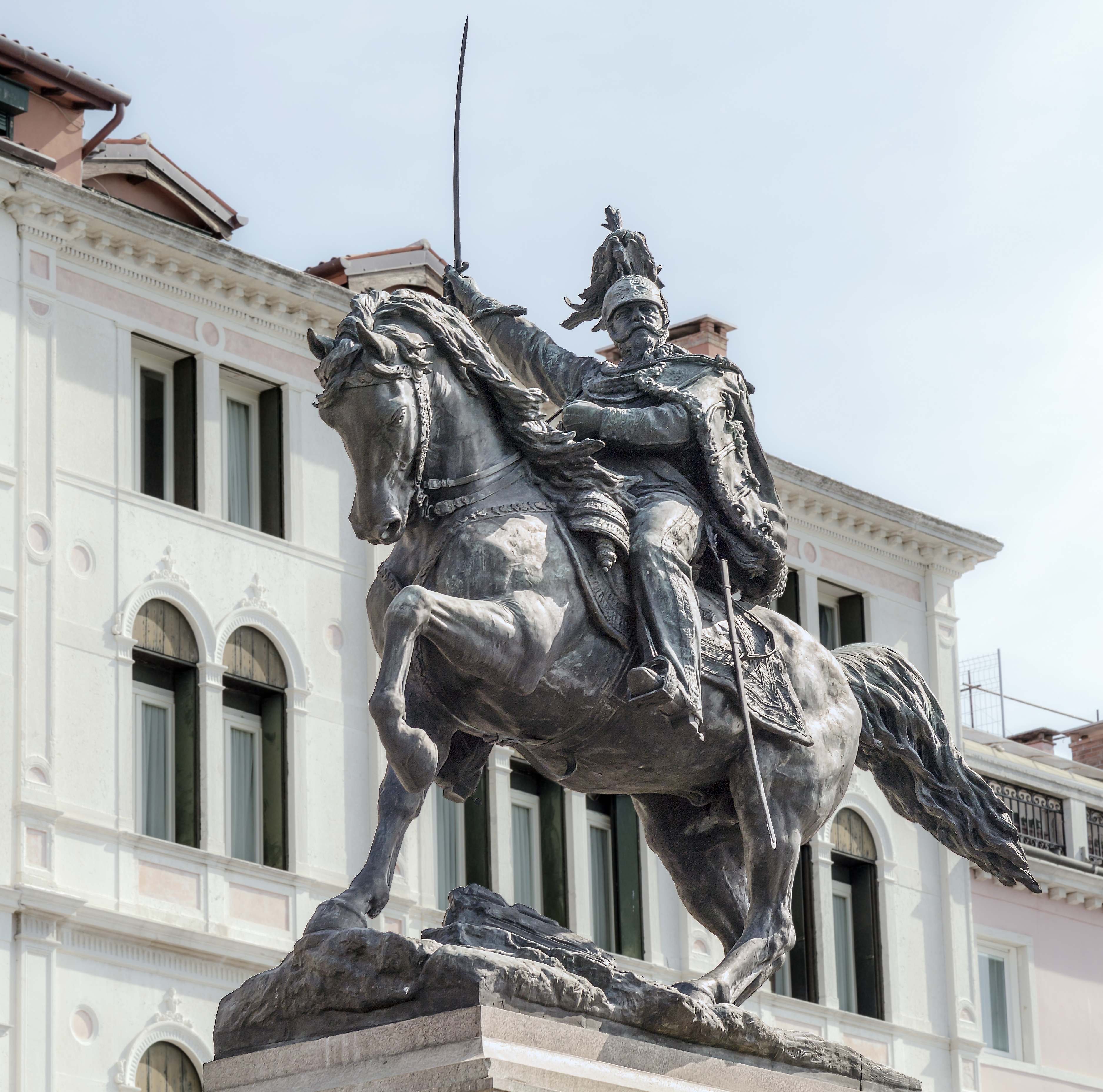
Monumento a Vítor Emanuel II em Veneza.